# Tipula yosemite
Tipula yosemite är en tvåvingeart som beskrevs av Alexander 1946. Tipula yosemite ingår i släktet Tipula och familjen storharkrankar. Inga underarter finns listade i Catalogue of Life.